# 漢克·格林伯格
亨利·班傑明·"漢克"·格林伯格（英語：Henry Benjamin "Hank" Greenberg, 1911年1月1日—1986年9月4日），為美國職棒大聯盟的球員，綽號「Hammerin' Hank」（直譯為鐵鎚漢克，但現在這個稱號更常被用來形容大聯盟另一名重砲手漢克阿倫）、「Hankus Pankus」以及「The Hebrew Hammer」，在1930到1940年代在老虎隊擔任一壘手。他被認為是30到40年代中最有長打能力的球員。二戰期間，他加入了美軍服役了47個月。
格林伯格是第一位有猶太人血統的美國職業運動球員，1934年，他曾因為贖罪日而拒絕出賽，由於當時正值各隊爭奪美聯冠軍的時期，因此受到不少人注意。1947年，他被交易至匹茲堡海盜隊，他是少數幾位贊成傑基·羅賓森加入大聯盟的球員之一。

## 職棒生涯

### 生涯前期
1930年，格林伯格以19歲的年紀在大聯盟登板，成為當時最年輕的球員。1933年，在小聯盟打拚3個球季之後再度回歸。該年他單季打擊率3成01，但卻吞下了大聯盟第三多的78次三振。
1934年，格林伯格單季打擊率上升至3成39，也帶領老虎隊25年來首次進軍世界大賽。該年他單季打出63支二壘安打(大聯盟單季二壘安打紀錄史上第四)、長打率6成、139分打點、26支全壘打。
1934年球季末，他宣布在9月10日和19日不出賽，因為那天是猶太新年和贖罪日。這件事情造成許多球迷不滿，球迷認為節日每年都有，但是老虎隊拿下美聯冠軍是個難得的機會。最後在輿論壓力之下，格林伯格選擇在10日出賽，神奇的是，他在9月10日面對紅襪隊的比賽時，他擊出了一支兩分砲，助老虎以2比1擊敗紅襪。
1935年球季，格林伯格單季打出170分打點、389個壘打數、98支長打及36支全壘打皆為當年聯盟第一，單季46支二壘安打、6成28長打率為聯盟第二，最後他被選為美聯MVP。他在上半季打出25轟及103分打點(後者仍是大聯盟紀錄)，卻沒能入選明星賽。
1936年，他和華盛頓參議員外野手Jake Powell發生碰撞受傷。1937年，他回歸大聯盟並首度入選明星賽。他單季打出183分打點(大聯盟史上第三)、200安、40轟、6成68長打率以及3成37打擊率。
1938年，格林伯格打出單季58轟，差點打破貝比·魯斯在1921年創下的59轟紀錄。該年他有11場比賽單場雙響砲，這項紀錄直到50年後才由山米·索沙追平。當時大部分的人認為為了不讓格林伯格打破魯斯的紀錄，因此一直將他故意四壞。儘管格林伯格本人否認這個說法，不過根據統計結果，在1938年9月時，他的保送率高達20%，為他生涯單季保送率最高紀錄。
1939年，格林伯格連續第三年入選明星賽，他首次進入明星賽先發名單。該年球季結束，總教練Jack Zeller覺得他打擊能力下滑要求降薪，並請他轉防一壘手，把外野位置讓給當時的新秀Rudy York。1940年，他從左外野手轉成一壘手，還是入選了該年明星賽，在明星賽6局下，他接替上場守備外野手位置，但是打擊表現2支0。他帶領老虎奪下美聯冠軍，並贏得美聯MVP，成為大聯盟史上第一位在不同守備位置得到MVP的球員。

### 二戰徵召
1940年10月16日，格林伯格成為第一位在通過第一和平時期草案時加入美軍的美聯球員。1942年2月1日，格林伯格自願加入空軍正式服役並暫時退出大聯盟，直到1944年底回歸，合計服務47個月，為大聯盟球員中在美軍效力時間最久的球員。

### 重回大聯盟
1945年，格林伯格打了72場比賽，打擊率3成11，幫助老虎奪得該季美聯冠軍。並在該年世界大賽以4比3擊敗了芝加哥小熊隊拿下隊史第二冠。
1947年，格林伯格和球團發生薪資糾紛，他寧願退休也不願意減薪，因此老虎隊將他交易至海盜隊。為了不讓他退休，海盜隊讓他成為當時第一位年薪8萬美元的球員，在當時是一筆大數目。1947年球季結束，格林伯格獲得104次保送，打擊率2成49，並打出了25支全壘打，他成為史上第一位在兩個聯盟皆擊出至少25轟的球員，他也在生涯最後一年打出25支全壘打，只有泰德·威廉斯(1960,29)、戴夫·金曼(1986,35)、馬克·麥奎爾(2001,29)、貝瑞·邦茲(2007,28)以及大衛·歐提茲(2016,38)在生涯末年的全壘打數高過格林伯格
。

### 最後一個球季
格林伯格生涯擊出331支全壘打、1,276分打點，若他沒在美軍服役，極有可能挑戰500轟、1,800分打點的紀錄（若把他服役前最後一個完整球季和回來後第一個完整球季的成績平均後再乘上3.5，來估計他服役期間原本可能會有的成績，他可以達到479轟和1758分打點，以他最後一年的身手，要在兩年內補足剩餘的部分是很有可能的）。他生涯打擊率3成13，而且他從1930年到1947年這段期間，只打滿9個完整球季。

## 個人生活
他在1946年2月18日和Caral Gimbel結婚，在1958年離婚前育有兩男一女，Glenn, Stephen, Alva，其中Stephen在德州遊騎兵農場體系短暫打了5年球，並且在1995年和Brian Bedol一起創辦Classic Sports Networks(今ESPN Classic)。1966年，格林伯格和演員Mary Jo Tarola結婚，不過兩人膝下無子。

## 外部連結
- 球員資訊和成績在MLB ，ESPN ，Retrosheet ，Baseball Reference ，Baseball Reference (Minors) ，Fangraphs ，The Baseball Cube ，Baseball Almanac （英文）
- 漢克·格林伯格在台灣棒球維基館上的頁面（繁體中文）